# Rainer Meyer

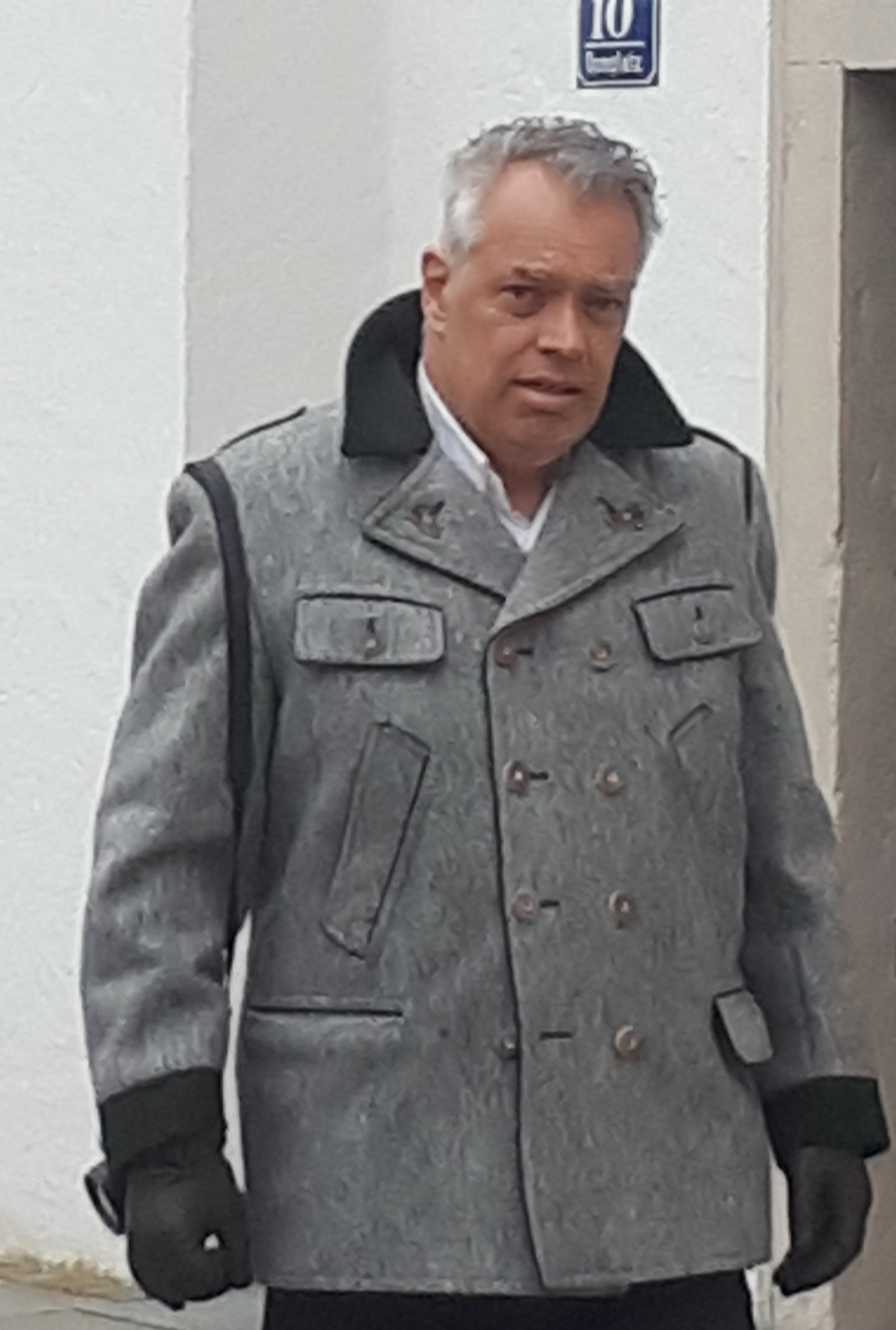
Rainer Meyer alias Don Alphonso (2024)

Rainer Meyer, Pseudonym Don Alphonso (* 1967), ist ein deutscher Journalist und Blogger. Nach Anfängen bei der Webseite Dotcomtod und seinen privaten Blogs war er von 2009 bis 2018 für die FAZ als Blogger aktiv. Nachdem diese die Zusammenarbeit mit ihm beendet hatte, setzte er seine Tätigkeit bei der Welt fort. Sein Stil ist konfrontativ und führte wiederholt zu Kritik.

## Leben
Meyer machte sein Abitur 1987 am Christoph-Scheiner-Gymnasium in Ingolstadt und studierte Mittelalterarchäologie und Epigraphik. Seit 1998 arbeitet er als Journalist. Er war Deutschlandkorrespondent und Büroleiter der jüdischen Zeitung Aufbau und gestaltete ein Rundfunkprogramm für die Israelitische Kultusgemeinde München und Oberbayern auf M94.5. Dafür wurde er 2000 und 2001, zuletzt zusammen mit Antonia Arnold, mit dem Alternativen Medienpreis ausgezeichnet.

### Persönliche Blogs
Bekannt wurde Meyer in der Internet- und Medienszene als einer der Autoren der Website Dotcomtod, die ab 2001 den Niedergang der New Economy publizistisch im Internet begleitete und 2002 ebenfalls den Alternativen Medienpreis erhielt. Meyer nutzte dafür das Pseudonym Don Alphonso, das aus seiner Studienzeit stammt. Damals hatte er für eine Radio-Comedy seine Sprechrolle so genannt und sich über die CSU-nahe Alfons Goppel-Stiftung lustig gemacht. Seine Erfahrungen verarbeitete er in dem Roman Liquide, der 2003 bei Schwarzkopf & Schwarzkopf erschien. In dieser „Farce auf die New Economy“ beschäftigte er sich mit dem Ende des Dotcom-Booms.
Im Dezember 2003 startete er den Blog Rebellen ohne Markt, der sich u. a. den Folgen des Niedergangs der digitalen Wirtschaft und ihren Akteuren widmet. 2004 gab er mit Kai Pahl das Buch Blogs! heraus, das er mit dem bis 2012 betriebenen Meta-Blog Blogbar.de fortführte. Die Blogbar gehörte im ersten Halbjahr 2009 zu den zehn wichtigsten Medienblogs im deutschsprachigen Raum. Don Alphonso vertrat in der Blogbar mehrmals die Ansicht, Blogs lieferten keine schlechteren Leistungen als klassischer Journalismus. Der Großteil der Texte der Blogbar ist kommentierend und kritisierend gehalten.
Über seine Art des Bloggens sagte er 2007, es sei:

„Eine Form, die sich vom Journalismus dadurch abhebt, dass sie sehr eigenbetont ist und bei der man – offen gesagt – die Sau rauslassen kann. Man hat nicht mehr die Grenzen des journalistischen Schreibens, kann kreativ all das ausprobieren, was man als Redakteur jedem Praktikanten sofort rausstreichen würde. Denn der Journalist muss sich ja zurücknehmen, er berichtet, bleibt dabei aber in der Regel selbst unsichtbar.“

Von 2008 bis 2010 war Meyer in der Jury des Alternativen Medienpreises.

### Blogger für dieFAZ
2009 gewann Frank Schirrmacher Meyer dafür, im Blog Stützen der Gesellschaft auf faz.net zu berichten. Er befasste sich dort mit der Oberschicht aus Oberbayern, die er laut Meedia „aufs Korn nehmen“ wollte. Der Titel ist einem Stück von Henrik Ibsen entlehnt. Im Juli 2010 startete er zusätzlich den Blog Deus ex Machina, ebenfalls auf faz.net. Auch hier trat er als Don Alphonso auf:

„Ich schicke Don Alphonso in die Schlacht, er prügelt sich draußen mit den Leuten rum. Ich sitze indes zu Hause, trinke aus einer Biedermeierkanne Tee, esse feine Pralinen und schaue mir an, was passiert.“

Im März 2018 stellte faz.net die Blogs von Meyer und anderen Autoren wie Hans Ulrich Gumbrecht zugunsten von neuen Angeboten wie bspw. dem Podcast Einspruch ein.

### Blogger fürDie Welt
Seit 1. April 2018 erscheint Meyers Blog Stützen der Gesellschaft bei der Welt, wo er in der Druckausgabe und auf der Website vorwiegend im zahlungspflichtigen Angebot Welt Plus veröffentlicht wird. Auch Deus ex Machina wird bei der Welt fortgeführt.
Nach dem unfreiwilligen Ausscheiden der Hetäre Hanna Lakomy als Kolumnistin bei der Welt im Jahr 2019 berichtete diese 2023, dass Meyer der deutlich jüngeren Kollegin zunächst in Aussicht gestellt habe, als Ko-Autorin bei seinem Welt-Blog mitschreiben zu dürfen, doch aus Sorge vor dem Einfordern von Dienstleistungen durch den, so Lakomy, „schwanzschwenkenden Satyr“ habe sie Abstand von dem Angebot genommen. Meyer habe dann damit gedroht, dass sie dann keine Texte mehr bei anderen Medien unterbringen könne, und in der Tat dauerte es längere Zeit, bis das wieder der Fall war.

### Rezeption
Im Zusammenhang mit seiner Tätigkeit für die Website Dotcomtod schrieb Meedia über Meyers Informationen: Er „schien bei den Investoren und CEOs unterm Schreibtisch zu hocken und mitzunotieren“. Sein Roman Liquide, der die Essenz seines Wirkens dort sei, sei ein Schlüsselroman zur New Economy, der die damalige Szene treffend und mit gewohnter Bosheit zusammenfasse.
Der Saarbrückener Wirtschaftswissenschaftler Christian Scholz widmete Meyer im Handbuch Medienmanagement unter dem Titel „Das Prinzip Don Alphonso“ ein eigenes Unterkapitel und warf ihm darin vor, „gegen die Machenschaften vom Typ "New Economy" zu polemisieren, gleichzeitig sich aber dieser Logik zum eigenen Nutzen zu bedienen“. Meyer habe mit der von ihm geprägten Plattform dotcomtod.de scheinbar demokratisch Fehlentwicklungen auf dem Neuen Markt gebrandmarkt, tatsächlich aber manipulativ dessen Methoden für sein eigenes geniales Geschäftsmodell genutzt, um so „vollkommen undemokratisch seine eigenen wirtschaftlichen Ziele durchzusetzen“. So habe er die von ihm aufgebaute, „treue ergebene“ Fangemeinde aus Lesern und „befreundete[n] Journalisten“ „mit Feindbildern und verbalen Vernichtungsschlachten jenseits jeglicher Netiquette versorgt“, im Gegenzug half diese ihm zum Beispiel mit verabredeten Amazon-Rezensionen oder orchestriertem Stimmverhalten bei der Wahl eines „Kopfs des Monats“ beim „Verkauf seiner diversen Publikationen sowie publizistischen Auftragsarbeiten“.
Thomas Thiel bezeichnete Meyer in der FAZ im April 2008 (also noch vor Meyers Wirken dort) als den „böseste[n] unter den deutschen Bloggern“ und „selbsternannte[n] ‚Don Gnadenlos‘“. Getrieben vom „radikal aufklärerischen Impuls: Contra deum terramque, gegen Gott und die Welt“ „wettert er, politisch unverrechenbar, gegen die selbstverliebte Berliner Bloggerszene“. Meyer „richtet und wütet, [verstrickte] sich in Beleidigungen und Abmahnungen, hat […] sich mit der halben Blogosphäre angelegt und einen entsprechenden Ruf erworben“. Er habe betroffene Medien zwar angerufen, dort jedoch oft keine Antwort erhalten, so dass er inzwischen auf eine Vorwarnung oft verzichte. Nach dem Eindruck von Thiel lasse sich Meyer gern herausfordern: „Er hat ein dickes Fell. Er kann austeilen. Einstecken muss er nicht. Davor schützt ihn seiner Theorie zufolge seine Kunstfigur Don Alphonso, der die Beleidigungen gelten und die nichts mit seinem privaten Ich zu tun habe.“
2010 beschrieb die dpa Meyer in einem unter anderem in der Zeit und im Hamburger Abendblatt abgedruckten Bericht als „für seine Polemiken bekannten Blogger“. Der Onlinebranchendienst Meedia nannte ihn 2009 den „bösen Buben der Blog-Szene“, der „in den Wunden der Medien- und Internetszene“ bohre.
Neben polarisierender Rhetorik kritisierten Blogger-Kollegen und Journalisten auch eine mangelhafte Recherche Meyers: 2011 veröffentlichte Meyer auf seinem Privatblog eine nicht zutreffende Meldung über die angebliche Schließung der Spiegel-Online-Kolumnensammlung „S.P.O.N.“, nachdem diese nicht mehr auf der Website von Spiegel Online verlinkt war. Im Februar 2014 kommentierte Meyer die „Thanks Bomber Harris“-Aktion am Jahrestag der Luftangriffe auf Dresden, an der auch die Piratenpartei-Politikerin Anne Helm beteiligt gewesen war. Der Journalist Michael Seemann warf ihm daraufhin in seinem Blog Recherchefehler vor. 2017 behauptete Meyer in der FAZ-Printausgabe im Untertitel eines Artikels über den G20-Gipfel „in einem Blog der ,Zeit‘, den das Justizministerium mitbezahlt“, werde Terror verharmlost. Nach Kritik an seinem in ähnlicher Form auch in seinem Blog und von weiteren Medien aufgegriffenen Artikel teilte die FAZ zur Richtigstellung mit, dass der besagte Blog sich längst von den beiden kritisierten Autoren getrennt habe und die behauptete finanzielle Unterstützung durch das Justizministerium auf einer Verwechslung mit einer namensähnlichen Veranstaltungsreihe beruhe.
Seine 2018 bekanntgegebene Berufung in die Jury des Medienpreises des Bundestages stieß auf Interesse und Kritik.
Als Don Alphonso nutzt Meyer aktiv Twitter, wo er bereits des Öfteren Auseinandersetzungen mit anderen Kolumnisten hatte. Mehrere seiner Äußerungen und Kritiken stießen auf mediale Aufmerksamkeit und Kritik. Besonders im November 2019 wurde in verschiedenen Medien über Don Alphonso und seine öffentlichen Posts debattiert. Man hielt ihm vor, Hass verbreitet und Shitstorms ausgelöst zu haben. Laut dem Schweizer Tages-Anzeiger wird Meyer von seinen Kritikern als „Mobscout“ bezeichnet. Personen, deren politische Meinung Meyer nicht schätzt, droht er zwar nicht, aber er stelle sie „mit Genuss“ an „seinen virtuellen Pranger“. Als „Stichwortgeber“ des „rechten Mobs“ weise „er durch seine Posts Radikale unter seinen Lesern ... auf politische Gegner hin und gebe sie damit faktisch zum «Abschuss» frei.“ Betroffene seien oft jüngere linke Frauen wie österreichische Politikwissenschaftlerin Natascha Strobl bzw. Menschen mit fremdklingenden Namen wie die türkischstämmige Journalistin Sibel Schick. Diese wurde nach der Markierung durch Meyer „mit Vergewaltigung und Mord bedroht [und] ihre Privatadresse wurde veröffentlicht“ – selbst als sie aus Berlin wegzog, hielten dies Nachstellungen noch längere Zeit an. In der Frankfurter Rundschau sagte Strobl im Interview, mit Meyer habe die Hetzwelle gegen sie begonnen. Der Deutschlandfunk konstatierte „heftigste Angriffe von Rechtsextremisten auf Twitter“ in Folge des Textes. Das Neue Deutschland kritisierte, Meyer habe Strobl durch „heuchlerische Anschuldigungen und Verzerrungen (…) denunziert“. Die taz sieht einen Zusammenhang zwischen den Blogartikeln Meyers und den Angriffen rechter Accounts auf Strobl und verweist auf ähnliche Erfahrungen der Journalisten Sibel Schick, Sebastian Pertsch und Anna-Mareike Krause, nachdem sie von Meyer kritisiert worden waren.
Im Februar 2021 schrieb Antonia Baum in einem Artikel für Zeit online, dass Menschen, über die „Don Alphonso“ schrieb, anschließend von Rechten bedroht werden. Sie zitierte in ihrem Artikel Sarah-Marisa Wegener, die beim Polizeilichen Staatsschutz im Landeskriminalamt Berlin als stellvertretende Leiterin des Dezernats für Rechtsextremismus und Hasskriminalität tätig ist: „Wenn Personen, die es im Internet zu einer gewissen Prominenz gebracht haben und über viele Follower verfügen, bestimmte andere Personen in den sozialen Medien kritisieren oder auch angreifen, kann die Wirkung dadurch immens verstärkt werden, dass ihre Follower die 'markierte' Person mit einem sogenannten Shitstorm überziehen.“ Grundsätzlich könne es jeden treffen, nicht selten handele es sich aber um Menschen mit Migrationshintergrund, Frauen oder Personen aus dem linken Spektrum. Folgerichtig habe man es mit einer Praxis zu tun, die „häufig in der (neu)rechten Szene“ zu beobachten sei. „Unsere Fallzahlen zu Hasskriminalität im Internet im Land Berlin verzeichnen ebenfalls überwiegend rechte Vorfälle.“

### Privates
Meyer lebt in Ingolstadt und Gmund am Tegernsee. Ein Bericht über eine Podiumsdiskussion der NZZ aus dem März 2025 nennt Berlin statt Gmund als Zweitwohnsitz.

## Veröffentlichungen
- Don Alphonso: Liquide: der finale Dotcomtod-Roman, worin drei Helden ausziehen, um den Reichen & Mächtigen der New economy zu nehmen, und um einem noch Reicheren wiederzugeben, abzüglich einer kleinen Provision für Heldentaten, nebst den üblichen Spesen für Sex, Drogen & Luxus. Schwarzkopf und Schwarzkopf, Berlin 2003, ISBN 3-89602-449-3
- Don Alphonso, Kai Pahl (Hrsg.): Blogs! Text und Form im Internet. Schwarzkopf und Schwarzkopf, Berlin 2004, ISBN 3-89602-600-3
- Don Alphonso: Anything goes – Bloggen zwischen Beliebigkeit, Freiheit und der Dummheit der Neuen Medien Economy. In: Vanessa Diemand (Hrsg.): Weblogs, Podcasting und Videojournalismus. Ergebnis der gleichnamigen Tagung vom 23. bis 24. September 2005 am ZKM, Zentrum für Kunst und Medientechnologie Karlsruhe, Heise, Hannover 2007, ISBN 978-3-936931-41-9, S. 93–101
- Rainer Meyer: Wir tanzten auf ihren Gräbern, in Gabriele Hoofacker (Hrsg.) Bürgermedien, Neue Medien, Medienalternativen - 10 Jahre Alternativer Medienpreis, Seite 67 bis 71 (PDF; 1,5 MB)